# Anuradha Paudwal
Anuradha Paudwal, nata Alka Nadkarni (Karwar, 27 ottobre 1954), è una cantante indiana.
Dal 1973 è attiva come cantante in playback per le colonne sonore del cinema indiano.

## Riconoscimenti
- Filmfare Awards
  - 1986: "Best Female Playback Singer" – Mere Man Bajo Mridang (Utsav)
  - 1991: "Best Female Playback Singer" – Nazar Ke Saamne (Aashiqui)
  - 1992: "Best Female Playback Singer" – Dil Hai Ke Manta Nahin (Dil Hai Ke Manta Nahin)
  - 1993: "Best Female Playback Singer" – Dhak Dhak Karne Laga (Beta)
- National Film Awards
  - 1989: "Best Playback Singer (Female)" – He Ek Reshami Kalat Nakalat (Marathi)
- Odisha State Film Awards
  - 1987: "Best Singer" – Tunda Baida
  - 1997: "Best Singer" – Khandaei Akhi Re Luha
- Padma Shri (2017)
- Mohammed Rafi Award – Government of Maharashtra (2013)
- Mother Teresa Award – Lifetime Achievement (2011)
- Lata Mangeshkar Award – Madhya Pradesh Government (2010)